# بوديكا

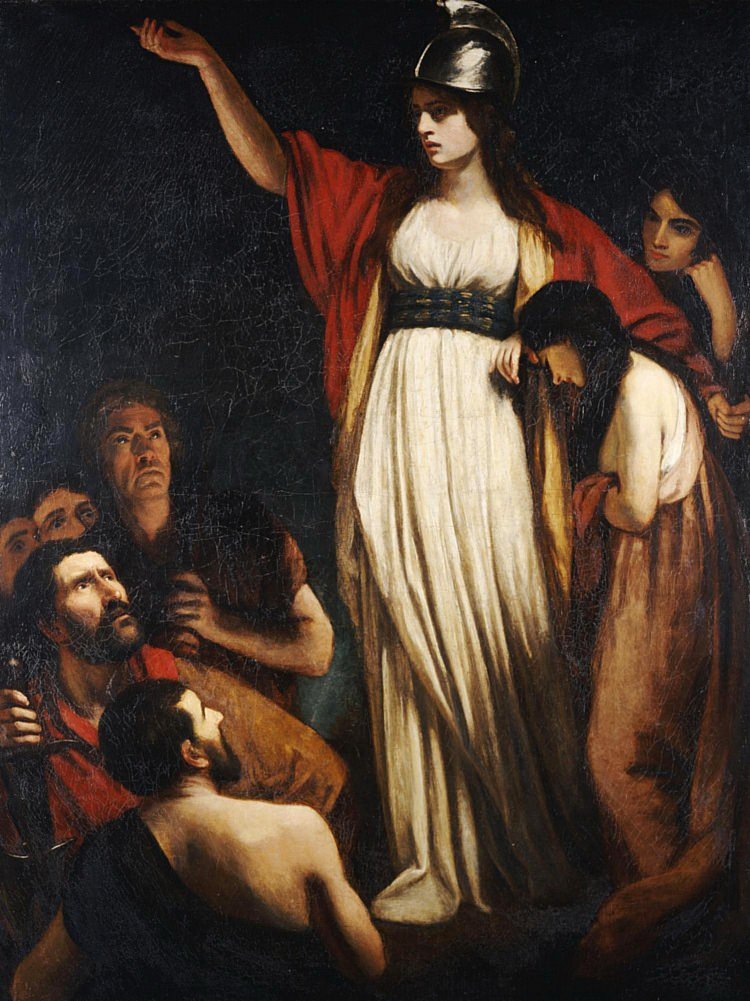
بوديكا تخطب على البريطانيين، بريشة جون أوبي.

بوديكا Boudicca أو بواديكيا Boadicea وعرفت في الويلزية باسم بودوغ Buddug  كانت ملكة على قبيلة إيكيني الكلتية البريطانية وقادت انتفاضة ضد قوات الإمبراطورية الرومانية في عام 60 أو 61 ميلادي، وتوفيت بعد فترة قصيرة من فشل ثورتها. وهي تعتبر بطلة شعبية في بريطانيا.
كان زوج بوديكا يدعى براسوتاغوس، وحكم كحليف مستقل اسميا عن روما وترك حكم مملكته في وصيته بالاشتراك بين بناته والإمبراطور الروماني. إلا أن الإمبراطور تجاهل وصيته وضم المملكة. وذكر تاكيتوس في حولياته أنه تم جلد بوديكا واغتصبت بناتها. يقدم كاسيوس ديو تفسيرا بديلا لرد بوديكا، قائلا أنه تم مصادرة التبرعات الإمبراطورية السابقة للبريطانيين النافذين، وطالب الممول والفيلسوف الروماني سينيكا الأصغر بالقروض التي فرضها على البريطانيين المترددين.
في عام 60 أو 61 ميلادي، كان الحاكم الروماني غايوس سوتونيوس باولينوس يخيم على جزيرة أنغلزي قبالة الساحل الشمالي الغربي لويلز، وقاد بوديكا قبائل إيكيني، ترينوفانتيس وقبائل أخرى في الثورة. ودمروا مدينة كامولودونوم (كولشستر الحديثة)، والتي كانت وقتها مستوطنة للجنود الرومان وموقع معبد للإمبراطور السابق كلوديوس. أسرع سوتونيوس إلى لندينيوم (لندن الحديثة)، وهي مستوطنة تجارية وكانت الهدف التالي للمتمردين. بعد أن رأى الرومان أنهم يفتقرون إلى العدد الكافي للدفاع عن المستوطنة، تم إجلاء المستوطنة وهجرها. قادت بوديكا 100,000 بريطاني لمحاربة الفيلق التاسع الإسباني، وأحرقت ودمرت مدن لوندينيوم وفيرولاميوم (سانت ألبانز الحديثة).
قدر أن سبعين أو ثمانين ألفا من الرومان والبريطانيين قتلوا في المدن الثلاث على يد جيوش بوديكا. وفي الوقت نفسه، أعاد سويتونيوس جمع قواته في منطقة ميدلاند الغربية، وهزم البريطانيين في معركة واتلينغ ستريت رغم أنه عدد جنوده كان أقل بكثير من خصومه. جعلت هذه الازمة نيرون يفكر بسحب جميع القوات الرومانية من بريطانيا، على أن انتصار سوتونيوس في النهاية على بوديكا أكد سيطرة روما على المقاطعة. تختلف المصادر الموجودة بين تاكيتوس وكاسيوس ديو على مصير بوديكا، حيث إما أنها قتلت نفسها لتتجنب القبض عليها أو أنها ماتت بسبب المرض.
عاد الاهتمام بهذه الأحداث في عصر النهضة الإنجليزية وزادت شهرة بوديكا في العصر الفيكتوري. ظلت بوديكا رمزا ثقافيا هاما في المملكة المتحدة. وبما أن الأدب البريطاني الأصلي كان شفهيا خلال بدايات الألفية الأولى، فإن المصادر الوحيدة عن تمرد بوديكا كانت من كتابات الرومان.

## نبذة تاريخية